# 双己维林
双己维林（商品名：Spasmodex）是一种含氮有机化合物，分子式C20H35NO2，可作为抗膽鹼劑和解痙藥。